# Страдале ди Виљијано (Л'Аквила)
Страдале ди Виљијано (итал. Stradale di Vigliano) је насеље у Италији у округу Л'Аквила, региону Абруцо.
Према процени из 2011. у насељу је живело 26 становника. Насеље се налази на надморској висини од 873 м.